# Koevering (Steenbergen)
De Koevering is een buurtschap in de gemeente Steenbergen in de Nederlandse provincie Noord-Brabant. Het ligt in het zuidwesten van de gemeente, tussen Steenbergen en Halsteren.
De buurtschap is alles wat nog rest van het voormalige dorp Koevering dat op zijn laatst in 1421 is verdronken en maar beperkt weer is heropgebouwd. In Bergen op Zoom ligt een steegje met de naam 'Koeveringsepoort'; verder zouden er omstreeks 1990 gewelven zijn ontdekt, die mogelijk de resten zijn van de oude kerk van het verdronken dorp. Het oude dorp werd in 1295 voor het eerst genoemd als Coeueringhen.
Stad: Steenbergen      Dorpen: De Heen · Dinteloord · Kruisland · Nieuw-Vossemeer · Welberg 

Buurtschappen: Blauwe Sluis · Bloemendijk · De Bocht · Boompjesdijk · Dintelsas · 't Haantje · Heense Molen · Koevering · Notendaal · De Overval ‎· Rolaf ‎· Visberg · Waterhoefke · Wildenhoek · Zwarte Ruiter

Noord-Brabant: Steden en dorpen      Nederland: Provincies · Gemeenten